# 좋은데이

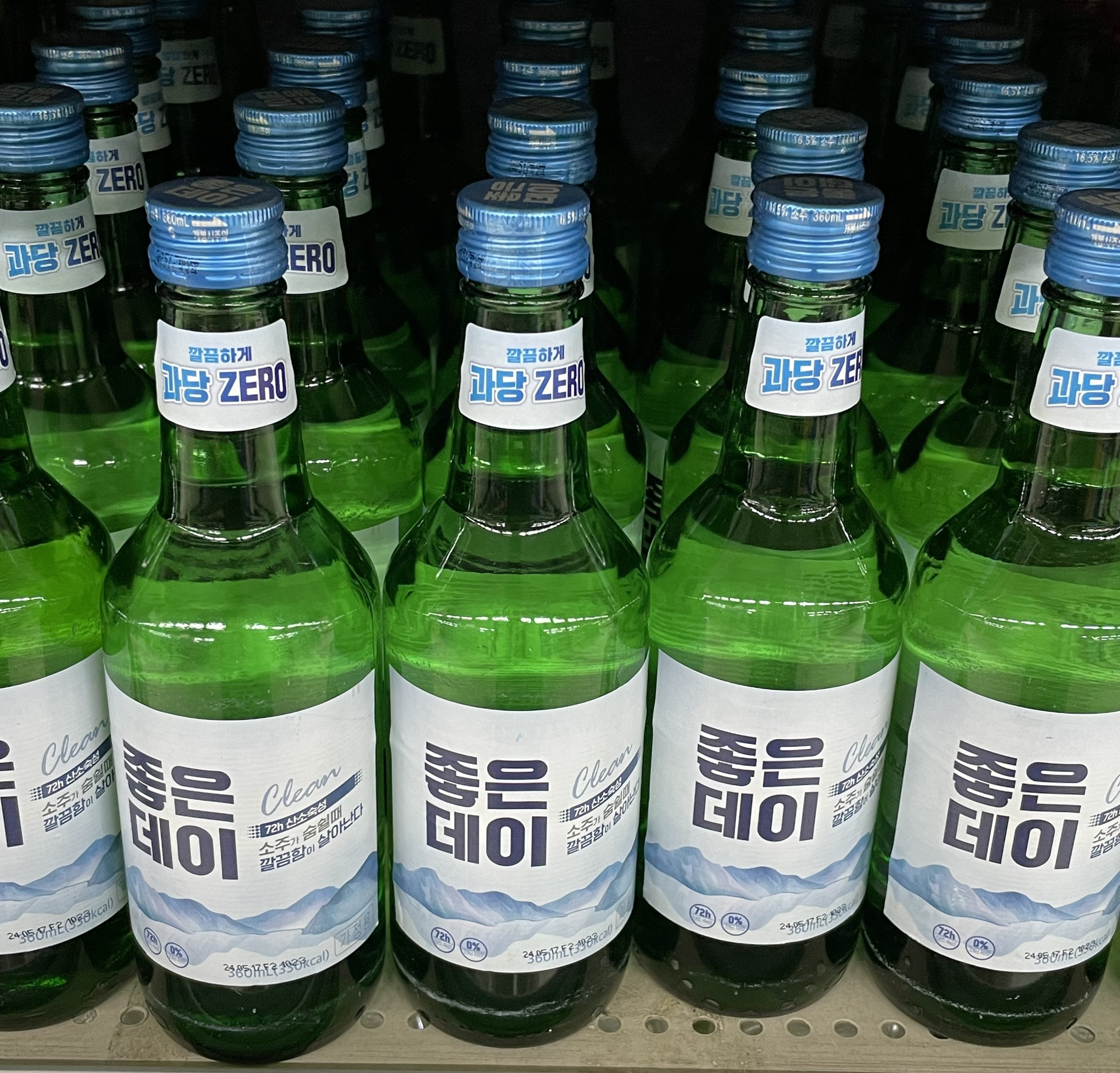
마트에 진열된 좋은데이

좋은데이는 2006년 11월 8일 무학에서 출시하여 생산하고 있는 대한민국의 소주 제품 브랜드이다. 2006년 11월 14일에 시판에 들어갔다.

## 특징
좋은데이는 2006년 당시 알코올 도수가 20도인 소주가 대부분을 차지하고 있을 때 3도가량 낮은 16.9도로 출시되었으며, 이것은 당시 대한민국 소주 중에서 가장 도수가 낮은 것이었다. 또한 좋은데이에 사용하는 물은 지리산의 지하 320m 암반수를 100% 사용한 자연 알칼리수로 제조하였다.
2006년 11월 20일부터 TV광고를 내보내기 시작했는데, 본래 대한민국에서 주류 광고는 1963년 방송법이 제정되고 방송사전 심의제도가 생기면서 제재가 가해지기 시작해 1996년부터는 국민건강증진법 개정과 함께 17도 이상의 소주 TV광고가 법적으로 금지되었다. 하지만 좋은데이는 이 법률에 미치지 못하는 16.9도로 출시되었기 때문에 이 법률에 저촉되지 않아 방송광고심의위원회에서 광고 방영이 승인되었다.

## 좋은데이 컬러시리즈
"좋은데이 컬러시리즈"는 2015년 5월 11일에 출시한 제품이다. 2015년 5월 8일 좋은데이 페이스북에 최초로 공개했으며, 11일에 출시했다. 5월 11일 출시 당시에는 3가지 제품이 출시되었는데 좋은데이 블루는 블루베리, 새콤한 맛의 좋은데이 레드는 석류, 상큼한 맛의 좋은데이 옐로우는 유자 과즙을 각각 첨가해 특유의 과일맛을 살렸다.